# 呼和浩特市第一中学
呼和浩特市第一中学，简称呼市一中，位于中国呼和浩特市的回民区，是内蒙古自治区省级重点中学，也是内蒙古自治区最早建立的中学之一。

## 学校历史

### 晚清时期
光绪十一年（1885年）清朝第41位任归绥道道员安祥创建“古丰书院”，因呼和浩特地区古时称丰州而得名。
光绪二十年（1903年）清朝第四十六任归绥兵备道道员朴寿根据清朝学务大臣令和《奏定学堂章程》改古丰书院为“归绥中学堂”
十九世纪中期，随着经济的发展，人口的增多，清政府于1872年(清同治十一年)在绥远城(新城)建立一所只招收满族贵族子弟入学的长白书院。1885年（清光绪十一年）清朝第41位任归绥道道员安祥创建“古丰书院”，因呼和浩特地区古时称丰州而得名。初成立时，规模很小，人数也很少，书院的山长(负责人，也是主讲人)都是从外地请来的老举人。书院平时没有学生，也不是每天开课。每隔数日开讲一次。
关于古丰书院，地方志上只给我们留下了这样简单的记载：
——古丰书院，在旧城太平召东南，光绪十一年创设，以教谕兼任监院，聘崞县申举人际昌为山长，盂县张举人祖配继之。月……，官课堂课各三次。住院童生额六名，月各给膏火银六钱。……阅二年改为每月官课堂课各二次。官课生员取超等四名，第一给银一两五钱，余各给一两。特等六名，各给七钱。生童上取四名，第一，给银八钱，余各给六钱；中取八名，前四名各给四钱，后四名各给二钱。学堂课生童各取五名：生第一名六钱，余四钱；童第一名六钱，余两钱。
二十世纪初，随着“废科举，兴学堂”运动的兴起，清政府于1901年(清光绪廿七年)，下令将全国所有书院，设在省城者改为大学堂，设在府县直属州者改为中学堂，设在州县者改为小学堂，并随即颁布了《中学堂章程》。古丰书院就“改定月考课程，废止八股文，试贴诗。以经义，史论及时事策论出题课士。”(见《绥远通志稿》)1902年(光绪廿八年)，归绥道道员朴寿(清朝政府的中级地方行政机构)遵照清政府命令及《中学堂章程》，决定将古丰书院改为学堂。经过一年多的筹备，于1903年(光绪廿九年)9月，古丰书院正式改为归绥中学堂，并招生开学。
《绥远通志稿》中关于一中的史料：
——光绪二十九年秋，古丰书院改为归绥中学堂。七厅儒学暂仍旧制，至宣统元年始裁撤。

古丰书院，自光绪二十七年秋，改定月考课程，废止八股文、试贴诗。以经义史论及时务策出题课士，并遵照新定学堂章程，就书院扩充斋舍，招生肄业。二十九年九月，归绥道朴寿就古丰书院地址款目，改设归绥中学堂。事属草创，规模狭小，仅收学生三十名，即以旧有院长为堂长，由道署派员督办。三十二年，归绥道胡孚宸到任，自兼督办，大加扩充，而归绥中学堂之始基以奠，本省学校，实权舆此。书院既改学堂，月课之制，仍旧举行，所以体恤寒士也。至三十一年底岁科考场停止。宣统元年最后拨贡试场后，七厅儒学始奉裁。盖为本省学务结束旧制，开始新制之时期也。当中学堂开办后，并于中学内附设师范学堂，以养成小学之师资。附设模范高等小学堂，以作各厅办理小学之表率。而归、萨、托、和、丰、宁、清、五、兴、陶各厅亦皆成立初、高等小学堂，或就旧有义学改设，或则筹款创设。惟武川、东胜以地理风气关系，从缓兴办。盖自归绥创设学堂以来，中学由道署直辖，各厅小学在归绥道责成下，由厅员承办。惟中学创始之时，七厅儒学尚未裁撤，官学到任，以新学方兴，对于旧所管理，几于无事可办，每由道署函聘主授中国之国文、修身学科，以调剂之。光绪末年，绥学虽在草创，而气象至为蓬勃，中学则慎重师资，各科教员皆极一时之选，宽筹基金，至十数万之巨。各大厅如归、萨、丰镇，则改良私塾，推广乡学，亦均积极进行。

案：观察胡公在任五年，于兴办归绥学务，厥功甚伟，筹集巨额基金，发交各县商生息，复购置学田三十余顷，次第拓展校基，添筑堂舍。而对于中学学生，朝夕督课维勤，每遇课期，亲身较阅，仍进诸生，口讲指画，娓娓不倦。时捐廉俸，给奖高才生，以资鼓励。各厅员办理学务不当或不力者，则札饬详撤不少贷。故在当时各厅同、通各官，均视办学为考成之最要，兢兢奉行，罔敢懈忽。凡所以恢宏其规制，巩固其基础，使绥省后来教育日见进展者，皆其力也。公尝于中学讲室前刊制一联曰：重译共轨文，异学分岐，愿多士勿忘国粹；十室有忠信，及时思奋，虽边地岂乏人材。其办学之精神意志，可概见矣。
从1903年——1905年，严格讲起来归绥中学堂仅是一个名义上的、形式上的新学堂而已，到1906年，学堂才有较大的发展和充实。学堂相继从湖北、湖南、浙江等地请来一批讲授近代科学课程的教师，据一些老校友(当时的学生)回忆，教师们大都是留过洋的人(即留学生)，年纪都在四十岁左右，对待学生很厉害，最初四、五人，增到十余人。后来又从山西请来几个老师，并且学堂也有了负责教学的领导人。
1906年，通过招生，学生人数也显著增加；先后成立了甲、乙两班，约有一百余人。当时为鼓励人们投考学堂，实行了津贴制度，即上学后学堂每月发给学生银钱。每人每月三两五钱(数字以后逐渐减少，后取消)。1907年，为了给新办小学培养师资，将原在书院学习的年长学生组成一个师范班(附属于归绥中学堂内)。同时为了扩大中学堂学生的来源，在学堂内附设了高小两班。这样在光绪末年，学堂师生人数已达200余人。随着师生人数的增加各种教学制度也都建立起来，各门新课程也都相继开设。当时根据1904年清政府颁布的“奏定中学堂章程”，实行五年制，共开设12门课程，每天上4、5节课(每节也是45分钟)。课程包括：修身，读经，中国文学，外国语，历史，地理，算学，博物，物理及化学，法制及理财，图画和体操。最初上课是打梆子，后来摇手铃。月有月考、期有期考，毕业有毕业考试。各门课程也先后有了课本。这时期，学堂校舍、设备也扩大起来。光绪末年，学堂将巷南的大庆昌商号的地皮、房舍买了过来，并在大店的院子里盖了一座有台阶设置的理化仪器室。
1911—1912年，甲、乙两班及师范班先后毕业(甲班毕业36人，乙班毕业18人，师范班毕业43人)，并招收了丙班(即民国后归绥中学堂的第一班)。这时辛亥革命爆发，清政府被推翻，1912年10月归绥正式脱离清政府的最后统治。

### 中华民国时期
1912年，绥远城将军贻谷创建了“绥远中学堂”，同年，绥远城将军裁撤，“绥远中学堂”并入“归绥中学堂”， 后“归绥中学堂”更名为“归绥中学校”，张璞出任归绥中学校长，结束了呼市地区满、汉、蒙分教的历史，归绥中学校成为呼市地区的最高学府。当时的民国政府教育部通令将学堂改为学校的同时，宣布将原来的五年制改为四年制，原中学堂时期的“讲经、读经”的课程被废除。接着，1913年教育部公布了中学课程标准。根据这个标准，当时的归绥中学校的课程实行了一些改革。民国初年，随着学校规模的发展，教员也有些增换。1915年(民国四年)，袁世凯政府对学校的教育宗旨有一个重新规定：“爱国、尚武、崇实、法孔孟、重自治、戒贪争、戒躁进”。这时，归绥的封建军阀都力争来控制归绥中学校，校长由当时所谓绥远特别区任命，学校没有什么真正的发展和改革。
1919年，五四运动爆发。在五四运动的冲击和影响下，学校在教育方针、教学内容等方面都有所变化。就全国来说，当时曾提出学校的教育宗旨为“养成健全人格，发展共和精神”。1922年，北洋政府颁布了“学校系统改革案”，随后即规定中学学业年限为6年，并分为高级初级两级，各为3年。归绥中学校从1923年起开始实施6年制，本年8月招收的十三班即为6年制初中一年级。6年制的课程同4年制比较起来有如下几点重要的不同：从原来的固定课程改为有必修课程，也有选修课程；从原来的学年制改为学分制；从原来的课时(按钟点)制改为分数制；从原来的文言文改为语体文(即白话文)。其他如课程名目和内容也有所不同，如取消了修身，代之以公民；高、初中课程内容的设置和比重也有所不同。在1924年(民国十三年)，归绥中学校第一次招收了四名女生。这是归绥、绥远中学男女同校的开始。
1925年“归绥中学校”改名为“绥远区立第一中学”，赵允义（国民党绥远省执委）任校长。1929年因绥远特别行政区改为绥远省，绥远区立第一中学改为绥远省立第一中学 ，库耆隽任校长。
在1937年抗日战争时期，由于局势所迫学校解散，学校被日军占领。
1939年流亡到后套（今巴盟杭锦后旗）的绥远省政府成立了“国立绥远中学”（绥中），由当时绥远省教育厅长闫伟筹办兼作校长，后绥中流亡宁夏，后又回到巴盟梅令庙，49年“国立绥远中学”正式改名为“绥远省立绥远中学”。
1946年春，抗日战争胜利后的几个月后，绥远省教育厅决定恢复归绥中学，由闫秉乾筹办 并任校长。1947年校长为刘佐儒。

### 中华人民共和国时期
1949年归绥解放，绥远省人民政府将省立归绥中学和省立绥远中学（即绥中）改称“绥远省立归绥第一中学”和“第二中学”，将原私立“正风、新绥”两校合并为省立第三中学。1950年将省立一、二、三中学合并。正式命名为“绥远省立归绥中学”，第一位校长是冀丕杨。1954年5月30日，根据内蒙古自治区人民政府令改“归绥中学”为“呼和浩特第一中学”至今。  
1960年呼和浩特第一中学被定为省级重点中学，1978年自治区政府重新确定一中为首批办好的重点中学。
1999年被内蒙古自治区党委、政府命名为“文明单位标兵”。
2000年被评为首批“普通中学示范性高中”。

## 办学成果

### 学校荣誉
学校先后荣获内蒙古自治区首批示范性普通高级中学、内蒙古自治区义务教育示范学校、内蒙古自治区现代教育技术优秀学校、内蒙普通高中管理先进学校内蒙古自治区文明单位标兵、“九五”国家级重点课题“德育科研先进单位”、全国体育传统项目学校先进单位、全国体育锻炼达标先进单位、内蒙古标兵基层党校、全区党的基层组织先进单位、内蒙古自治区“五·四”红旗团委创建单位、内蒙古教育科研规划重点课题教育技术实验学校、全国教育科学“十五”规划国家重点课题德育实验基地、内蒙古自治区教育科学研究实验基地、中国新世纪中学教学论坛教学实验基地、中央教科所中小学教育质量评价研究联谊校、内蒙古自治区绿色学校、呼和浩特市育人环境优秀学校、呼和浩特市十佳中学生实践教育基地、呼市回民区爱国主义教育基地、国际生态学校等荣誉称号。
2020年6月17日，获得2020年度“全国青少年人工智能活动特色单位”称号。

### 教师获奖
2007年，教师张浩韫 被教育部授予“全国优秀教师”称号。

## 校园文化

### 校训
呼市一中的校训是“做人、为学、健体、发奋、有为”。

### 校徽
校徽的设计依据中国“天圆地方”的传统观念，设计为圆形，由大小双环构成基本图形。双环上方为“呼和浩特第一中学”代表天，双环下方为英文名，代表地。 中间图案为篆体“一中”和“一九○三”(建校时间)变形组成。

### 校旗
校旗为两面。一面为蓝色，一面为白色。蓝色代表深邃、冷静，是呼和浩特第一中学的校色，取意于“青出于蓝而胜于蓝”，蓝色也是蒙古民族的吉祥色，象征广阔。白色代表纯洁无暇。中间图案由“徽标”和“呼和浩特第一中学”组成，上为“徽标”；下为“校名”，构成一个汉文“旦”的图形。
校旗象征“一中人”永远是清清白白做人，认认真真做事；象征“呼和浩特第一中学”象初升的太阳，在蓝天、白云间冉冉升起，蓬勃向上。

### 校歌
呼市一中的校歌由任卫新作词，刘青作曲。

#### 歌词
做人！为学！健体！发奋！有为！钟灵毓秀，塞外青城，芳华茂盛，桃李园丁。我们的母校，呼市一中，历史熔铸骄傲的名称。同学们，同学们，今日用功，我们珍惜母校的光荣；同学们，同学们，明天驰骋，我们增添母校的殊荣。今是一团火，嘿！明是漫天星，嘿！我们永远都是这里的学生！
做人！为学！健体！发奋！有为！刻苦勤勉是优秀传统，端正品行优良作风。思想立校，整体育人，为国栋梁，有志竟成。同学们，同学们，今日用功，我们珍惜母校的光荣；同学们，同学们，明天驰骋，我们增添母校的殊荣。今是一团火，嘿！明是漫天星，嘿！我们永远都是这里的学生！

## 历任校长

### 归绥中学堂（1903年-1912年）
- 1903年9月 朴寿
- 1906年 胡孚宸
- 1910年 林朝元
- 1911年 吴福麟

### 归绥中学校（1912年-1924年）
- 1912年1月 张璞
- 1913年8月 史真修
- 1914年1月 成章
- 1914年4月 王定圻 中国民主革命家。曾担任中华民国第一届国会众议员。
- 1915年10月 闪钦辰
- 1916年4月 杨泽濡
- 1916年5月 李文鼎
- 1916年8月 王大年
- 1916年9月-1918年 俞箴玺
- 1916年10月 闪钦辰
- 1918年10月 张德珍
- 1919年8月 邱豫聪
- 1921年10月—1924年3月 祁志厚 在任期间曾积极宣传民主思想，推动学生运动。后赴美国哥伦比亚大学留学。回国后曾担任国民政府立法院立法委员。
- 1924年4月—1924年6月 阎　肃
- 1924年7月 周炳章

### 绥远省区立第一中学校（1925年-1928年）
- 1925年-1928年 赵允义 曾担任中国国民党中央执行委员，制宪国民大会中国国民党代表，国民政府立法院立法委员。

### 绥远省区立第一中学（1929年）
- 1929年1月 库耆隽
- 1929年8月 赵允义
- 1929年 李正乐

### 绥远省立归绥中学 （1930年-1937年）
- 1930年2月 冯光荣
- 1930年3月—1930年9月 李正乐
- 1930年2月—1931年4月 班浩
- 1931年5月 崔毓珍
- 1931年6月—1931年10月 赵允义
- 1932年2月—1932年7月 李耀春
- 1932年7月 候璠
- 1932年8月—1933年2月 于纯斋
- 1933年—1934年 郭良田
- 1934年—1937年 霍世休

### 国立绥远中学（1939年-1949年）
- 阎伟
- 1942年 潘秀仁
- 1947年—1949年 张淑良
- 1948年—1949年 段成梁

### 绥远省立归绥中学（1946年-1949年）
- 1946年—1948年 闫秉乾
- 1948年—1949年 刘佐儒

### 绥远省立第一中学（1950年-1954年）
- 1950年—1952年 冀丕杨
- 1953年—1954年 卫群

### 呼和浩特市第一中学（1954年至今）
- 1954年—1957年 田耕
- 1958年—1960年 书路
- 1961年—1966年 王文鼎
- 1970年—1972年 刘玉成
- 1973年—1974年 于洁
- 1974年—1978年 董正荣
- 1978年—1984年 刘宪文
- 1984年—1994年 谢茂才
- 1994年—2010年 郭小明
- 2011年—2019年 汤俊文
- 2019年—2022年 付东燕
- 2022年—至今 马波

## 著名校友

### 政经界
- 吉雅泰：中华人民共和国驻蒙古人民共和国首任特命全权大使。曾任中共八大代表、中共中央监察委员会委员、全国政协常委。
- 吕聪敏：中国资深外交家。曾任国务院外事办公室副主任、九届全国人大常委会副秘书长、机关党委书记、十届全国人大外事委员会副主任委员。第十届，第十一届全国人大代表。
- 郑天翔：前最高人民法院院长、中共最高人民法院党组书记、中共中央顾问委员会委员
- 苏谦益：原北京工业学院(今北京理工大学)党委书记兼院长。曾担任全国人民代表大会民族委员会委员、内蒙古自治区党委书记、全国政协常委。
- 靳崇智：曾任中国人民建设银行总行副行长、全国政协副秘书长。
- 安立敏：中共中央纪律检查委员会委员，现任中国铁路总公司纪委书记。
- 邸鸿勋：曾任教育部中央教育行政学院研究室主任、轻工业部教育司副司长，中国轻工业出版社总编辑。
- 李光斗：北京华盛时代广告有限公司总经理，中国十大策划人，品牌竞争力学派创始人，兼任中央电视台广告部顾问。

### 学术界
- 董志伟：第十届全国政协委员、中国癌症研究基金会副理事长兼秘书长。
- 关桥：中国工程院院士、中国工程院机械与运载工程学部主任。
- 郭义：中国科学院金属研究所研究员。
- 康乐：中国昆虫与生态学家。中国科学院院士、中国科学院动物研究所所长。
- 杨英：中科院物理所半导体研究室研究员、冶金部有色金属研究所研究员。中国有色金属学会半导体材料学术委员会秘书长。
- 班效侯: 高级工程师。曾任中国工程设计计算机委员会常委，中国水电、水利计算机专委会副主任、水利部南水北调办公室副主任。
- 崔玉琦: 教授级工程师。中国轻工业成都设计工程有限公司（原中国轻工业成都设计院）总经理。
- 张帆: 国际经济学家。曾任中国人民大学经济学院教授、博士生导师、全国美国经济研究协会理事。
- 张强: 汶川地震应对政策专家行动组秘书长、北京师范大学社会发展与公共政策学院副院长、北京师范大学风险治理与社会创新中心主任 。

### 文化艺术体育界
- 纪海平：中国著名射击运动员。德国慕尼黑第十四届世界杯总决赛手枪速射项目个人冠军。
- 邸力：著名电影表演艺术家和电影表演教育家、原北京电影学院表演系主任。
- 王新民：著名导演。曾策划、导演电视剧《马鸣风萧萧》，《铁道游击队》，《连城诀》，《侠客行》，《大清御史》等。
- 宋汝昭：剧作家。中国文联第一、二届委员，中国作协第一届理事，中国政协第一届常务理事。
- 熊一然：中国美术家协会会员、中国书法家协会会员、中国教育学会教学研究会理事。